# الحرة (العدين)

تعديل مصدري - تعديل

الحرة محلة تابعة لقرية النخلة، التابعة لعزلة بني هات بمديرية العدين إحدى مديريات محافظة إب في الجمهورية اليمنية، بلغ تعداد سكانها 36 حسب تعداد اليمن لعام 2004.